# Molophilus wilto
Molophilus wilto är en tvåvingeart som beskrevs av Günther Theischinger 2000. Molophilus wilto ingår i släktet Molophilus och familjen småharkrankar. Inga underarter finns listade i Catalogue of Life.